# Андерс Бардаль
Андерс Бардал (норв. Anders Bardal, нар. 14 серпня 1982) — норвезький стрибун на лижах з трампліна. У кубку Світу — з 2001 року. На чемпіонатах світу 2007 та 2009 здобув дві срібні нагороди у командних змаганнях на високому трампліні. Також здобув бронзу на чемпіонаті світу з польотів на лижах у Оберстдорфі 2008 року.
Брав участь в Олімпійських іграх у Солт-Лейк Сіті, зайняв 25-е місце в індивідуальних змаганнях на високому трампліні. Входив до складу збірної Норвегії, що фінішувала на тих іграх дев'ятою.
Першу особисту перемогу в Кубку світу він здобув лише 2008 року в Закопаному. Живе у Тронгеймі, де навчається в місцевій бізнес-школі.